# 稲野花倉吉
稲野花 倉吉（いねのはな くらきち、1857年（安政4年）5月8日（旧暦4月15日） - 1889年（明治22年）9月15日）は、尾張国中島郡（現：愛知県一宮市）出身の元大相撲力士。本名は高木 倉吉（たかぎ くらきち）で、8代・田子ノ浦の養子だった際は大坪 倉吉（おおつぼ くらきち）。

## 来歴
1857年（安政4年）5月8日（旧暦4月15日）に尾張国中島郡（現：愛知県一宮市）で生まれる。1876年1月場所で二段目（現在の幕下）から初土俵を踏むと、1880年1月場所で新十両に昇進、1881年1月場所では西十両9枚目の地位で8勝1敗1分の優勝相当成績を挙げた。1883年1月場所で新入幕を果たすと、同年5月場所で6勝3敗1休の優勝次点の好成績を挙げるが、これが生涯唯一の勝ち越しとなってしまった。これ以降は不振に陥り、1885年1月場所後に一度現役を引退、タニマチの勧めもあって米の仲買を始めたが、長続きはしなかった。
1887年1月場所終了後、十両格番付外で再入門したが、再入幕どころかすぐに陥落となり、1889年5月場所終了後の同年9月15日に死去、32歳没。